# Rock 'n' Roll Suicide
«Rock 'n' Roll Suicide» es una canción escrita por el músico británico David Bowie, originalmente publicada como el tema de cierre del álbum de 1972, The Rise and Fall of Ziggy Stardust and the Spiders from Mars. Detalla el colapso final de Ziggy como una vieja estrella de rock acabada, y como tal, fue número de cierre de los conciertos en vivo de Ziggy Stardust. En abril de 1974, RCA Records publicó la canción como sencillo.

## Música y letra
Aunque Bowie haya sugerido a Charles Baudelaire como fuente para su canción, el verso "Time takes a cigarette..." es un tanto similar al poema "Chants Andalous" por Manuel Machado: "Life is a cigarette / Cinder, ash and fire / Some smoke it in a hurry / Others savour it". La exhortación "Oh no, love, you're not alone" hace referencia a la canción de Jacques Brel,  "You're Not Alone" que apareció en el musical Jacques Brel is Alive and Well and Living in Paris. Bowie interpretó "My Death" durante algunas presentaciones de Ziggy Stardust, e interpretó "Amsterdam" en vivo para la BBC Radio.

## Lanzamiento y recepción

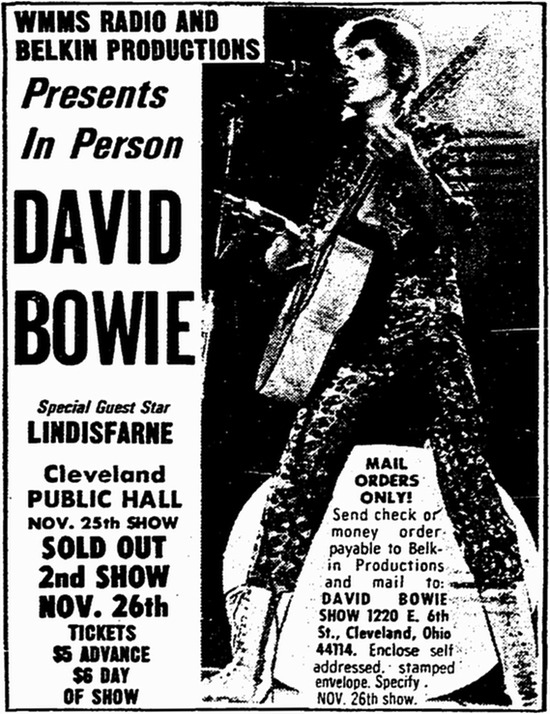
Un anuncio impreso para un concierto de David Bowie, 1972.

«Rock 'n' Roll Suicide», grabada el 4 de febrero de 1972, fue una de las últimas canciones en grabadas para el álbum Ziggy Stardust, junto con «Suffragette City» y «Starman», la cual sería publicada como sencillo. Como la canción final del álbum y el clímax de los shows en vivo de Ziggy Stardust a lo largo de 1972–73, pronto se convirtió en un eslogan, apareciendo en las chaquetas de muchos fanáticos.
En abril de 1974, RCA, impaciente por el nuevo material y de haber publicado de prisa «Rebel Rebel» de las sesiones de Diamond Dogs, eligió arbitrariamente la canción para el lanzamiento de sencillo. Se estancó en la posición número 22 en las listas de sencillos británicas – Siendo el primer sencillo de Bowie en fallar el Top 20 desde «Changes» en enero de 1972. De acuerdo con Acclaimed Music, es la 2,141.ª canción más celebrada en la historia.
Bob Dylan tocó la canción en el episodio "Death and Taxes" del programa Theme Time Radio Hour en 2007. Después Dylan recalcó como Bowie "les dijo a todos que el se iba a retirar después de la gira de Ziggy Stardust", luego agregó, "Yo recuerdo eso. Le dije que no lo hiciera".

## Versiones en vivo
- Bowie tocó la canción en el programa de la BBC Sounds of the 70s con Bob Harris el 23 de mayo de 1972. Está fue transmitida el 19 de junio de 1072 y publicada en el álbum de 2000, Bowie at the Beeb.[10]
- Otra versión en vivo grabada en el Santa Monica Civic Auditorium el 20 de octubre de 1972 fue publicado en Rarestonebowie y Live Santa Monica '72.[11]
- Una versión grabada en el Hammersmith Odeon en Londres, el 3 de julio de 1973 fue publicada en Ziggy Stardust: The Motion Picture en 1983.[12]
- Una presentación grabada en el Tower Theater, Pensilvania como parte de la gira de Diamond Dogs, fue publicada en David Live.[13]
- Una versión grabada en el Universal Amphitheatre, California, durante la gira de Diamond Dogs el 5 de septiembre de 1974 fue incluida en Cracked Actor (Live Los Angeles '74).[14]
- Una interpretación en vivo durante la tercera etapa de la gira de Diamond Dogs, grabada en octubre de 1974, fue publicada en 2020, en I'm Only Dancing (The Soul Tour 74).[15]

## Otros lanzamientos
- La canción fue publicado como sencillo junto con "Quicksand" como lado B el 12 de abril de 1974.[2]
- La canción ha aparecido en numerosos álbumes compilatorios de David Bowie:
  - The Best of Bowie (1980)
  - Sound + Vision (1989)
  - The Singles Collection (1993)
  - The Best of David Bowie 1969/1974 (1997)
- La canción aparece en la banda sonora de la película de 2004, The Life Aquatic with Steve Zissou.[16]
- Fue publicada como un disco ilustrado en la caja recopilatoria Life Time.[17]

## Lista de canciones
Todas las canciones escritas por David Bowie.
1. «Rock 'n' Roll Suicide» – 2:58
2. «Quicksand» – 5:06

## Créditos
Créditos adaptados desde las notas del álbum.
- David Bowie – voz principal, guitarra acústica, saxofón
- Mick Ronson – guitarra eléctrica
- Trevor Bolder – bajo eléctrico
- Mick Woodmansey – batería

## Posicionamiento
| Gráficas (1974)                | Pico de posición |
| ------------------------------ | ---------------- |
| Bélgica (Ultratop 50 Valonia)  | 39               |
| Irlanda (Irish Singles Chart)  | 12               |
| Reino Unido (UK Singles Chart) | 22               |